# Кристофль, Шарль

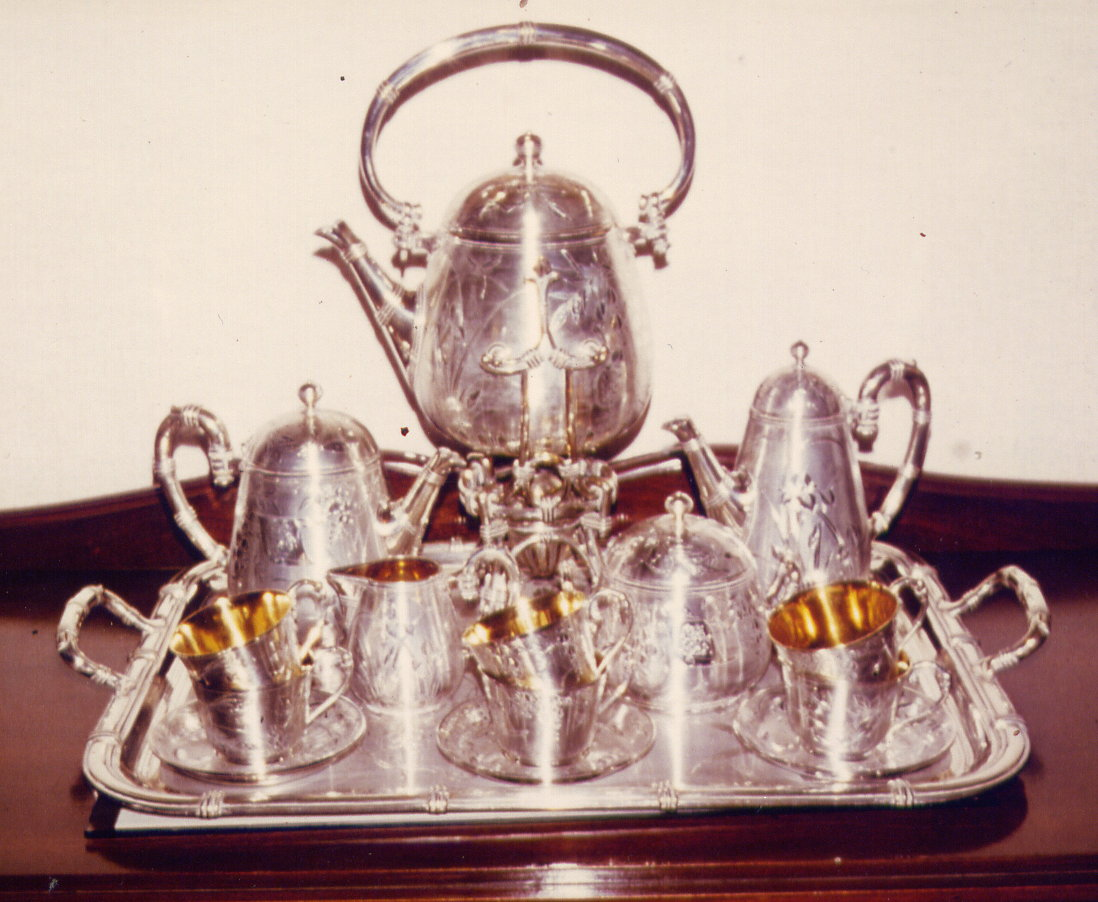
Чайно-кофейный сервиз мануфактуры Кристофля, 1875

Шарль Кристофль (фр. Charles Christofle; 25 октября 1805, Париж — 13 декабря 1863, Брюнуа, Эссонна) — французский промышленник.
Служил сначала простым рабочим на ювелирной фабрике в Париже, в 1831 году стал её управляющим и быстро поднял её значение эксплуатацией купленных в 1841 у де Рюо (фр.) и Элькингтона изобретений гальванопластического золочения и серебрения. Его фабрика давала работу 1 500 рабочим.
Кристофль написал несколько работ:
- «Observations sur les lois qui régissent le commerce de la bijouterie» (П., 1835)
- «Projet de loi sur les marques de fabrique et de commerce» (П., 1847)
- «Histoire de la dorure et de l’argenture électro-chimiques» (П., 1851)